# Soy cámara. El programa del CCCB
Soy cámara. El programa del CCCB va ser un programa de televisió que parteix de les activitats realitzades pel Centre de Cultura Contemporània de Barcelona per tal de crear un assaig documental. Estava coproduït pel CCCB i Radiotelevisión Española i s'emetia mensualment a La 2 del 2010 al 2015. Actualment Soy Cámara ha deixat d'emetre en televisió i ha saltat a la xarxa a través del seu canal de YouTube, mantenint el seu esperit assagístic i obrint-se a col·laboracions amb universitats i escoles de cine i comunicació audiovisual i a realitzadors externs.

## Format i estil
A partir del muntatge de material d'arxiu i entrevistes, que serveixen com a fil estructural, s'experimenta amb els formats televisius. Els programes conviden a la crítica i a la reflexió sense deixar de ser amens, dinàmics, ironitzant mitjançant una certa transgressió de discurs i muntatge. La proposta de diferents veus sobre un tema i l'absència d'un narrador fan que sovint es plantegin més preguntes que respostes.
No es tracta d'una agenda cultural del CCCB, sinó d'un espai de creació més entre les activitats que es produeixen en aquest centre.

## Directors i col·laboradors
La direcció del programa varia segons el capítol. El tàndem més habitual ha estat Andrés Hispano i Félix Pérez-Hita, anteriorment directors de Boing Boing Buddha (BTV) i Baixa Fidelitat (XTVL). Tanmateix, també han dut a terme aquesta funció altres col·laboradors com Juan Insua, Judit Carrera, Elisabet Goula, Jorge Luis Marzo, Arturo “Fito” Rodríguez, Ingrid Guardiola i Antonio Monegal, entre d'altres.

## Episodis
Els capítols del programa es poden dividir en set blocs. Entre parèntesis apareix el número del programa.
Nous paradigmes i noves tecnologies
1. Pensar el futur (2)
2. I+C+i (5)
3. Mal d'arxiu (12)
4. Secret (23)
5. A la meva habitació (29)
6. Som mons, som vides, som dades, som vots (30)

Anàlisi de la imatge
1. Violència (3)
2. Jo també sóc càmera (17)
3. Més fotoperiodisme avui (19)
4. Material sensible (24)

Cinema i televisió
1. Apropiacions (9)
2. El museu dels accidents (10)
3. El cinema a casa (20)
4. Videocràcia. Ficció i política (25)
5. Assumptes domèstics (28)
6. Pioneres del cinema (38)

Tercera Cultura. Ciència i Art
1. Ètica (7)
2. Now #1 (15)
3. Now #2 (16)
4. Què ens fa humans? (27)
5. Somnis que els diners poden comprar (37)

Ciutat i espai públic
1. Ciutat (3)
2. Raval (6)
3. Des del meu balcó (11)
4. Europa Ciutat (21)
5. En paral·lel (28)

Art i cultura
1. La música del CCCB (8)
2. Col·leccionisme (22)
3. La memòria externa (18)
4. No toqueu, per favor (31)
5. L'artista al seu taller (32)
6. Per a què serveix la cultura? (36)[4]

Literatura i escriptors
1. Estimat públic (33)
2. La imatge de l'escriptor (34)[5]
3. Pasolini avui, encara als marges (35)